# Merresor
Merresor AB var Transdev-koncernens bolag för kommersiell kollektivtrafik i Sverige. De producerade resor med buss och tåg samt trafikledning och ersättningstrafik med buss. Företaget bestod av tre olika affärer där varumärken som Båtbussarna, Snälltåget och Bussakuten ingick. 
Under 2022 har bolagets verksamhet avvecklats. Snälltåget ägs fortfarande av Transdev, men är numera ett självständigt bolag. Bussakuten har överlåtits på systerbolaget Buss och Taxi Logistik i Sverige AB. Båtbussarna och charterbusstrafiken, som bedrevs i bolaget RP Charter, överläts 1 november 2022 till Västanhede Holding AB.

## Tidigare verksamhet
Merresor var tidigare en tågoperatör som till hälften ägdes av People travel group i den nuvarande Transdev-koncernen och den andra hälften ägdes av SJ. 
MerResor bedrev tågtrafik i Värmland på uppdrag av Värmlandstrafik AB mellan juni 2004 och december 2009 då Tågkompaniet tog över. Man körde även resandetåg på sträckan Karlstad-Göteborg på uppdrag av SJ AB fram till sommaren 2005.
Merresor tog även över trafiken på Krösatågen i Småland på uppdrag av Jönköpings Länstrafik, Hallandstrafiken, Länstrafiken Kronoberg och Rikstrafiken från den 28 april 2005 i samband med BK-TÅG:s konkurs till den 11 december 2010. Därefter tog DSB Småland över trafikuppdraget.
Företaget ägde varumärket Flygbussarna mellan 2007 och 2019, då det såldes till Vy Buss.
Sommaren 2021 tog Merresor över SGS-bussens linje mellan Gästrikland och Stockholm, som då bytte namn och började gå under namnet Merresor Express. Linjen lades ned 1 juli 2022.